# Абдулаев, Сатор
Сатор Абдулаев (1924 кишлак Яхшиабад, Таджикская АССР — 1972 кишлак Яхшиабад, Таджикская ССР) — советский работник сельского хозяйства, звеньевой колхоза «имени 30-летия Октября». Член КПСС с 1943 года. Герой Социалистического Труда (1948).

## Биография
Сатор Абдулаев родился в 1924 году в кишлаке Яхшиабад (Каратагский тюмен, Гиссарский вилайет Таджикской АССР). По национальности был узбеком. В юности начал работать в хлопководческом хозяйстве, которое было создано во время коллективизации в Гиссарском районе.
С 1940 по 1942 годы занимал должность счетовода в бригаде колхоза имени 30-летия Октября, а в 1943 года стал звеньевым. В том же году стал членом ВКП(б). Звено под руководством Сатора Абдулаева, особенно отличилось в 1947 году, когда получило урожай хлопка 95 центнеров с гектара на площади 3 гектара. За это Сатор Абдулаев был удостоен звания Героя Социалистического Труда. Вскоре после этого занял должность бригадира. В 1952 году был назначен главным бухгалтером в колхозе, который был переименован в «Ленинизм».
Проживал в родном кишлаке, где и скончался в 1972 году.

## Награды
Сатор Абдулаев был удостоен следующих награди и званий:
- Звание Герой Социалистического Труда (Указ Президиума Верховного Совета СССР от 1 марта 1948 году) — «за получение высокого урожая хлопка при выполнении колхозом обязательных поставок и натуроплаты за работу МТС в 1947 году и обеспеченности семенами зерновых культур для весеннего сева 1948 года»;

- Золотая медаль «Серп и Молот» (1 марта 1948 — № 975);
- Орден Ленина (1 марта 1948 — № 68400);

- Орден Трудового Красного Знамени;
- также был награждён медалями.